# Brandwein-Nunatakker
Die Brandwein-Nunatakker sind zwei 870 m hohe Nunatakker im Australischen Antarktis-Territorium. Im östlichen Teil der Britannia Range des Transantarktischen Gebirges markieren sie das nordöstliche Ende der Nebraska Peaks.
Das Advisory Committee on Antarctic Names benannte sie im Jahr 2000 nach Sidney S. Brandwein (* 1948), Mitglied des geophysikalischen Feldforschungsteams beim Ross-Schelfeis-Projekt im United States Antarctic Research Program von 1972 bis 1974.